# Craspedacusta
Genre
Synonymes
- Limnocodium Allman, 1880[2]
- Microhydra Potts, 1885[2]

Craspedacusta est un genre de limnoméduses (hydrozoaires) de la famille des Olindiidae.

## Liste d'espèces
Selon World Register of Marine Species (10 novembre 2018) :
- Craspedacusta brevinema He & Xu, 2002
- Craspedacusta chuxiongensis He, Xu & Nie, 2000
- Craspedacusta hangzhouensis He, 1980
- Craspedacusta iseanum (Oka & Hara, 1922)
- Craspedacusta kuoi Shieh & Wang, 1959
- Craspedacusta sichuanensis He & Kou, 1984
- Craspedacusta sinensis Gaw & Kung, 1939
- Craspedacusta sowerbii Lankester, 1880
- Craspedacusta vovasi Naumov & Stepanjants, 1971
- Craspedacusta xinyangensis He, 1980
- Craspedacusta ziguiensis He & Xu, 1985